# شريط أصفر
يستخدم الشريط الأصفر لأغراض رمزية مختلفة. وغالبا ما ترتديه على شخص واحد أو يربط حول شجرة.

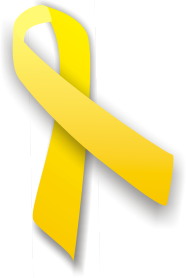
الشريط الأصفر.

## التاريخ وعلم أصل الكلمة

### تاريخ البروتستانتي المبكر
ظهرت قصيدة (أغنية): «إنها ارتدت وشاح أصفر» في أشكال مختلفة على الأقل لأربعة قرون. لأنه يقوم على الفكرة العامة نفسها: امرأة من مصير تحت نوع من الاختبار أو المحاكمة لأنها تنتظر حبيبها أن يعود. وكان السؤال: هل ستبقى وفية له؟ ويبدو أن هذا السؤال العالق هو الأساس لدراما رائعة تتكشف.
وأحضر المستوطنين الإنجليز الأغنية إلى أمريكا من أوروبا. ويبدو من المرجح أن أصل الشرائط الصفراء قد جاء من خارج التراث البروتستانتي. وخلال الحرب الأهلية الإنجليزية ارتدى الجيش البروتستانتي من البرلمان الإنجليزي شرائط صفراء وصفراء الزنانير على أرض المعركة.

### «كانت ترتدي وشاح صفراء»
الأصفر هو اللون الرسمي لفرع المدرعات للجيش الأمريكي، وتستخدم في شارة، وما إلى ذلك. وصفت في أفلام هوليوود التي تزين (Neckerchief) منديل أصفر وشاح الكشافة نصف القرن 19th، محمولة على الحصان الأمريكي من جنود الفرسان. ومع ذلك، فإن استعراض اللوائح ورأى أن الحرب الدائرة الموحدة للون اللباس لجيش الولايات المتحدة (1872، 1898) أن يكشف منديل، من أي لون، لم يكن عنصر مطلوب من قبل قانون اللباس. على الرغم من هذا، كان ملحقا شعبية مناديل الرقبة التي يستخدمها الخيالة للتعامل مع المناطق المحيطة المتربة في كثير من الأحيان. قد نشأت رابطة محددة من منديل أصفر مع الفرسان الولايات المتحدة من أعمال الفنان الشعبي الغرب الأميركي فريدريك ريمنجتن-اللفتنانت كلارك H. بووهاتن]، العاشر الفرسان (1888).
في الولايات المتحدة العسكرية، يتم استخدام رمز الشريط الأصفر في أغنية مسيرة شعبية. حقوق الطبع والنشر كانت النسخة الأولى من الإصدار 1917 من جورج A. نورتون، الذي يحمل عنوان 'جولة رقبتها وقالت انها ترتدي الشريط صائح «(للعشيقها الذي هو الآن، بعيدا)». وبينما يقول في أغنية عن الحب بين سوزي سيمبكينز ولها جندي محب هوبارد سيلاس، جوقة له المثل:
'جولة رقبتها وشاح ترتدي صائح،
كانت ترتدي في فصل الشتاء والصيف ما يقولون،
إذا كنت أسألها «لماذا الزخرفة؟»
وقالت انها سوف يقول "انه الفراء حبيبي الذي هو الفراء، والفراء بعيدا.
تم تغيير كلمات وكان بعنوان الأغنية تلبس وشاح صفراء من قبل مورغان روس للفيلم عام 1949 الذي يحمل نفس الاسم. تم تنفيذ ذلك من خلال العديد من الموسيقيين شعبية من 1940s، بما في ذلك ميلر ميتش والأخوات اندروز. سجلت راهبات تانر النسخة الخاصة في لندن في 30 ديسمبر 1949. وكان أفرج عنه من قبل EMI على تسمية صوت سيده ورقم الكتالوج B 9873.
النص من النسخة الجيش يقارب التالية، مع وجود اختلافات محلية:
حول شعرها ارتدت وشاح صفراء
ارتدت في فصل الربيع
في شهر مايو من مرح
وإذا كنت تسأل لماذا لها هيك تلبس ذلك
ارتدت عليه لجندي الذي كان لها حتى الآن بعيدا
بعيدا، بعيدا
ارتدت عليه لجندي لها
الذي كان بعيدا، بعيدا
حول الكتلة دفعت قالت انها عربة أطفال
دفعت انها في فصل الربيع
في شهر مايو من ميلاد سعيد
وإذا كنت تسأل لماذا لها هيك انها دفعها
دفع ذلك لأنها لها الجندي الذي كان بعيدا بعيدا
بعيدا، بعيدا
دفع ذلك لأنها لها الجندي
الذي كان بعيدا، بعيدا
وراء الباب أبقى الدها بندقية
ولكنه احتفظ بها في فصل الربيع
في شهر مايو من مرح
وإذا كنت أسأله لماذا هيك انه يوضع
ولكنه احتفظ ذلك لجندي الذي كان لها حتى الآن بعيدا
بعيدا، بعيدا
ولكنه احتفظ ذلك لجندي لها
الذي كان بعيدا، بعيدا
وضعت على القبر انها الزهور جميلة
وضعت لهم انها في فصل الربيع
في شهر مايو من مرح
وإذا طلب منك لها لماذا هيك قالت انها وضعت لهم
وضعت لهم لأنها لها الجندي الذي كان بعيدا بعيدا
بعيدا، بعيدا
وضعت لهم لأنها جندي لها
الذي كان بعيدا، بعيدا

### الغفران
توماس مونسون S. الرئيس الحالي لكنيسة يسوع المسيح لقديسي الأيام الأخيرة، ونقلت في كلمة ألقاها عام 1991، سجن السجان كينيون J. سكادر من المادة 1961 مجلة ريدرز دايجست،  لتحكي قصة رجل عائلته يستخدم الشريط الأبيض كدليل على الغفران. ويستشهد القصة كما سلف تقليد الشريط الأصفر للمنزل الترحيب والغفران:
"صديق له حدث أن يجلس في مدرب السكك الحديدية بالقرب من الشاب الذي كان الاكتئاب الواضح، وأخيرا الشاب كشف عن أنه كان المحكوم عليه إفراجا مشروطا العائدين من سجن بعيد المنال. سجنه قد جلبت العار لأسرته، وكانوا قد زاروه ولا لا يكتب عادة. وأعرب عن أمله، مع ذلك، أن هذا لم يكن سوى لأنهم كانوا فقراء جدا للسفر وغير المتعلمين جدا في الكتابة. وأعرب عن أمله، على الرغم من الأدلة، وأنهم قد غفر له.
لتجعل من السهل بالنسبة لهم، ومع ذلك، كان قد كتب لهم أن يسأل كانا يضعان إشارة له عند مرور القطار قليلا مزارعهم على مشارف المدينة. إذا عائلته قد غفر له، وكانوا لطرح الشريط الأبيض في شجرة التفاح الكبيرة التي وقفت بالقرب من المسارات. إذا لم تكن تريد له بالعودة، لأنها كانت لا تفعل شيئا، وانه سيبقى في القطار بينما كانت في طريقها إلى الأمام.
بينما كان القطار يقترب مسقط رأسه، أصبحت معلقة كبيرة لدرجة أنه لا يستطيع تحمل لننظر من نافذة منزله. وقال انه مصيح، «في غضون خمس دقائق المهندس سوف يصدر صافرة تشير إلى نهجنا في منعطف طويل والذي يفتح في وادي وأنا أعلم وطنا. ؟ سوف تشاهد لشجرة تفاح في جانب الطريق» وقال رفيق عليه بانه؛ تبادلا الأماكن. يبدو الدقائق مثل ساعات، ولكن بعد ذلك هناك جاء صوت شديد من صافرة القطار. طلب من الشاب، «هل يمكن ان نرى شجرة؟ هل هناك الشريط الأبيض؟»
وجاء الرد: «أرى الشجرة. أرى يست واحدة الشريط الأبيض، ولكن الكثير. هناك شريط أبيض على كل فرع. الابن، بالتأكيد لا شخص أحبك».

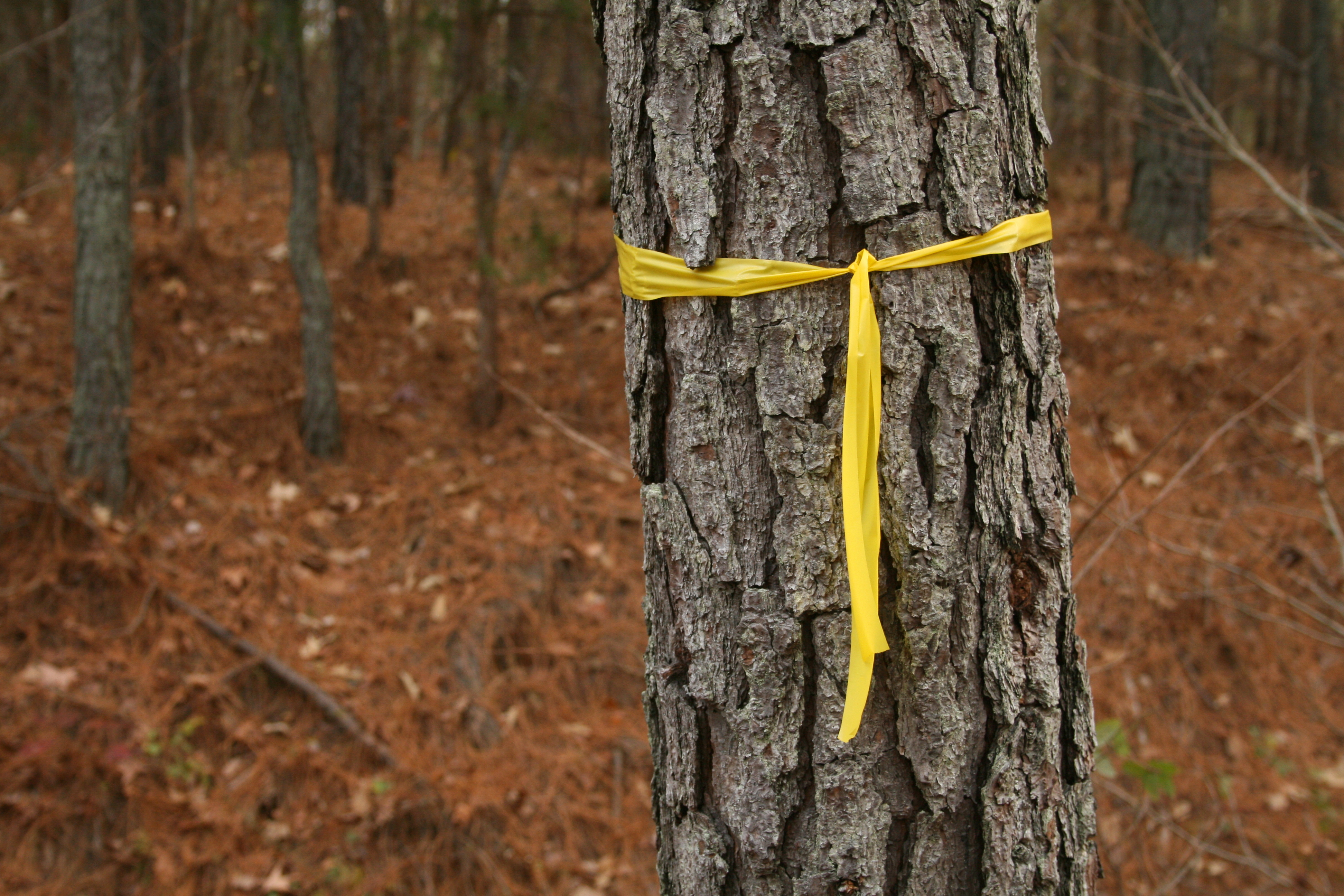

### «التعادل الشريط الأصفر جولة شجرة البلوط اولي»
أصبح رمزا معروفا على نطاق واسع في الحياة المدنية في 1970s. كان الموضوع الرئيسي للأغنية الشعبية «التعادل الشريط الأصفر جولة شجرة البلوط أولي»، تأليف ليفين اروين وL. براون راسل والتي سجلها توني أورلاندو والفجر (من بين أمور أخرى كثيرة)، وعلامة على صدر المحكوم عليه طلب من زوجته أو الحبيب للإشارة إلى أنها سوف نرحب به المنزل. وقال انه سيكون قادرا على رؤية ذلك من قيادة الحافلة منزلهم، وستبقى على متن الحافلة في حالة عدم وجود الشريط. التفت إلى أن تكون موضع ترحيب كبير: كان هناك شرائط صفراء 100.
من مكتبة الكونغرس:
في أكتوبر 1971، كتب الكاتب الصحفي بيت هاميل قطعة لصحيفة نيويورك بوست بعنوان «العودة إلى بلادهم.» في ذلك، وطلاب الجامعات في رحلة الحافلة إلى شواطئ فورت لودرديل تكوين صداقات مع أحد المجرمين السابقين الذين يراقب عن منديل أصفر على البلوط على جانب الطريق. ادعى هاميل لقد سمعت هذه القصة في التقاليد الشفوية.
في يونيو 1972، بعد تسعة أشهر، مجلة ريدرز دايجست طبع «ذاهب إلى الوطن». أيضا في يونيو 1972، بثت ABC-TV نسخة منه ممسرح فيها جيمس ايرل جونز لعبت دور يخدع السابقين العائدين. وبعد شهر ونصف بعد ذلك، اروين ليفين وL. براون راسل مسجلة حقوق الطبع والنشر لأغنية وصفوه «التعادل الشريط الأصفر جولة شجرة البلوط القديمة.» وقال واضعو سمعوا القصة أثناء خدمتهم في الجيش. لم تقتنع بيت هاميل ودعوى لالتعدي.
أحد العوامل التي قد أثرت قرار هاميل للقيام بحيث كان في مايو 1973، «التعادل الشريط الأصفر» 3 تباع مليون سجل في ثلاثة أسابيع. عندما سكن غبار قضية، BMI يحسب أن محطات الإذاعة لعبت ذلك 3 ملايين مرة، وهذا سبعة عشر عاما متواصلة من البث. انخفض هاميل دعواه بعد الفولكلور يعمل ليفين وبراون وصلت إصدارات أرشيفية من القصة التي تم جمعها قبل «ذاهب إلى الوطن» كانت قد كتبت.

## الاستخدام في مختلف البلدان

### اسرائيل
في اسرائيل ارتداه نتنياهو وكبار المسؤولين السياسيين الاسرائليين عقب هجوم 7 أكتوبر في اشارة الى الرهائن المحتجزين في داخل قطاع غزة

### أستراليا
في أستراليا، قد تستخدم وألبرت بارك حفظ الشريط الأصفر مجموعة كرمز للاحتجاج. المجموعة عبارة عن ائتلاف احتجاجا على استصلاح المساحات العامة في ألبرت بارك في ملبورن لسباق الجائزة الكبرى الأسترالي السنوي. وعندما انتقلت إلى سباق ملبورن في عام 1996، وتعادل أشرطة صفراء حول الأشجار في الحديقة التي كانت مخصصة لإزالة. على الرغم من أن الفريق لم تنجح في حماية الأشجار المعينة، فإنها ومؤيديهم ادراك التعادل لا يزال أشرطة حول الأشجار كل سنة في ذلك الوقت من السباق.
في عام 2009، تم استخدام الشريط الأصفر خلال نداء للمتضررين من حرائق الغابات 2009 الفيكتوري.

### كوريا الجنوبية
في كوريا الجنوبية يلبس الشريط لأصفر يوم 14 من أبريل للدعم والتضامن مع أسر ضحايا كارثة انقلاب عبارة سيول (2014)كارثة انقلاب العبارة الكورية الجنوبية (2014) الذي تسبب في وفاة 287 شخص ووضع 17 آخرين في عداد المفقودين.

### الدنمارك والسويد
في الدنمارك أصبح الشريط الأصفر أو أكثر الرسمية أقل (ولكن ليس مباشرة أيد رسميا من قبل قوات البلدان المسلحة) رمزا لتقديم الدعم للقوات في البعثات. في السويد، (Fredsbaskrarn) فريدسباسكرارن  و (Stiftelsen Jesper Lindbloms Minne) ستيفتيلسين جيسبر ليندبلومز مين  يقومون بالترويج لها كرمز لدعم القوات.

الوشاح الأصفر الدنماركي لدعم القوات

### استونيا
في استونيا لقد التقطت الشريط الأصفر حيز الاستخدام في 13 مايو 2011 بعد رئيس استونيا، السيد توماس هندريك إلفيس جعل الآتي في الفيسبوك: «إن أسر سبعة مواطنين الاستونية المحتجزين كرهائن في لبنان في حاجة إلى كل من دعمنا لا تدخلي. حب إستطلاع لكن الدعم هادئة نوعا ما، والملتزم الذي يقول: القلق الخاص بك هو قلقنا، ونحن نأمل ونؤمن معكم اليوم، لإظهار هذا، أنا وضعت الشريط الأصفر على طية صدر السترة بلادي» سبعة مواطنين الاستونية التي أشار إليها. تم نقل الرئيس، رهينة في 23 آذار 2011 في شرق لبنان خلال رحلة ركوب الدراجات. وفي 14 يوليو 2011 وكان أعلن أنه تم الإفراج عن الرهائن. كان يرتديها الشريط الأصفر في شخص، ولكن عمليا أيضا على الفيسبوك. لذلك، تم إنشاء وكالة متخصصة الفيسبوك دمى للناس لتكون قادرة على تلقائيا إضافة الشريط الأصفر إلى الصور ملفه الشخصي. وحتى 14 يوليو 2011، 12671 شخص أضافت الشريط الأصفر إلى صورة ملفه الشخصي.

### ألمانيا
في ألمانيا، يلبس الشريط الأصفر لاظهار الدعم للقوات الجيش الألماني في مهمة في الخارج.

### إندونيسيا
في إندونيسيا، يتم استخدام الشريط الأصفر كرمز لإظهار التضامن والتعاطف مع ضحايا أعمال الشغب والفوضى في اندونيسيا ربما 13-15، 1998، الذين كانوا في الغالب الاندونيسية الصينية.

### الكويت
في الكويت يرمز الوشاح الأصفر إلى أسرى الكويت المفقودين من بعد الغزو العراقي عام 1990
فبعد سقوط بغداد بتاريخ 9 نيسان 2003 وانتهاء حقبة «صدام حسين» عثر على بعض المقابر الكويتية.
وفي كلمة سفير الولايات المتحدة الأمريكية جيمس لاروكا لدى الكويت في الرابع من يوليو ذكرى عيد الاستقلال ال 224 أشار أن من أكثر الأمور تذكيرا بثمن وقيم الحرية الوشاح الأصفر الذي عقده الرئيس الأمريكي السابق جورج بوش في إشارة إلى معاناة عائلات أسرى الكويت في السجون العراقية.

### اليابان
وسام الشرف في اليابان يستخدم الشريط الأصفر للاعتراف المهنيين الذين أصبحوا قدوة العامة.

### ماليزيا
في ماليزيا، ويستخدم الشريط الأصفر كرمز لل«حرية الصحافة».

### نيوزيلندا
في نيوزيلندا، وتستخدم شرائط صفراء للتوعية الانتحار. نيوزيلندا لديها واحد من أعلى معدلات الانتحار بين الشباب في العالم. كما أنها تستخدم كرمز للتضامن وذكرى لعمال المناجم المحاصرين نهر بايك وقتل بعد الانفجار في منجم في 19 نوفمبر 2010.

### الفلبين
تعادل الأنصار في الفلبين، والشريط الأصفر أولى كسب شهرة في 1980s في عهد الأحكام العرفية باعتبارها رمزا للالسناتور بنينو زعيم المعارضة الابن، اكينو مستوحاة من أغنية التعادل الشريط الأصفر جولة شجرة البلوط أوله، وأشرطة صفراء على طول شوارع العاصمة مانيلا للترحيب به من منفى اختياري له في الولايات المتحدة. اكينو لم ير أشرطة واغتيل بينما النزول في مطار مانيلا في 21 أغسطس 1983. أدت وفاته إلى سلسلة من الأحداث التي بلغت ذروتها في الثورة الشعبية 1986 قوة التي أطاحت الرئيس فرديناند ماركوس. كان اللون الأصفر رمزا للحركة المناهضة للماركوس، وأصبحت في نهاية المطاف المرتبطة مع الرئيس الجديد، كورازون اكينو ارملة.
استعاد الشريط الأصفر شعبية في عام 2009 لاظهار الدعم لكورازون أكينو المريضة. بعد وفاتها في 1 آب، 2009، وارتدى الناس قمصان صفراء، وتعادل شرائط صفراء على طول الشارع، وأضاف شرائط صفراء على الصور في مواقع الشبكات الاجتماعية في حداد. بعد فترة وجيزة، انه كان يستخدم من قبل أولئك دفع لابنه أكينو فقط، بنينو أكينو الثالث، لخوض الانتخابات 2010 مايو، وكان في نهاية المطاف استمالتها إليها حملته الانتخابية.
في سبتمبر 2010، وهو يرتدي الشريط الأصفر من الشريط الكهربائية في جميع أنحاء السبابة تدل دعم «نحن حركة واحدة الفلبينية»، مسيرة الفلبينية الأمريكية للبنينو أكينو الثالث في دي سيزار تشافيز بلازا في سان خوسيه، كاليفورنيا.

### سنغافورة
في سنغافورة، بدأت الحكومة حملة الشريط سنوي صفراء، من خلال المشروع الشريط الأصفر، لتعزيز إعطاء السابقين تدين فرصة ثانية في المجتمع. عادة، وهو شخص يظهر دعمه لالمدانين السابقين من الشريط الأصفر تعلق على قميصه خلال الحملة السنوية التي عقدت في سبتمبر. ربما تأثر بذلك عن طريق استخدامه كرمز للقبول في أغنية «A التعادل الشريط الأصفر جولة شجرة البلوط القديمة» كما هو مذكور أعلاه.

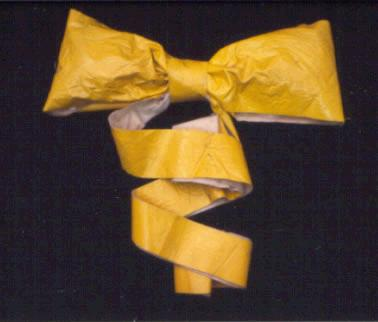
الوشاح الأصفر في عام 1979 عقد من قبل بيني لينجين من الولايات المتحدة (Penne Laingene) عندما كان زوجها بروس (دبلوماسي)أسيرا خلال أزمة الرهائن مع إيران.

### الولايات المتحدة الأمريكية
خلال أزمة الرهائن الإيرانية، استخدمت الشريط الأصفر رمزا للدعم عن الرهائن المحتجزين في سفارة الولايات المتحدة في طهران.
في نوفمبر 1979، لجنة برئاسة سوزان E. غاريت الخدمة جيسيز منظمة السيدات في Leitchfield، نظمت حملة لكنتاكي «التعادل الشريط الأصفر» حول الأشجار العامة وكذلك تشجيع الناس على ارتداء شرائط تعادل على التلابيب دعما لل تعقد الرهائن الأميركيين في إيران. وقد قابلت في ABC-TV من قبل تيد كوبل في برنامج نايت الأخبار التي تم إنشاؤها حديثا وقت متأخر من الليل وبعد ذلك بيتر جينينغز لهذه الليلة ABC أخبار العالم.
استمرت هذه الرمزية واكتسبت سمعة سيئة أخرى في ديسمبر كانون الأول عام 1979، عندما بينيلوبي Laingen، زوجة الضابط السلك الدبلوماسي معظم كبار رهينة، وتعادل الشريط الأصفر حول شجرة في حديقة المنزل من ولاية ماريلاند لها. الشريط يرمز في المقام الأول على تصميم الشعب الأمريكي لإطلاق سراح الرهائن آمنة، ومكانا بارزا في احتفالات عودتهم إلى ديارهم في يناير كانون الثاني عام 1981.
شهد الشريط الأصفر شعبية متجددة في الولايات المتحدة خلال حرب الخليج في أوائل 1990s. ظهرت جنبا إلى جنب مع شعار «دعم قواتنا»، في شكل شرائط صفراء مرتبطة الأشجار، وسياقات أخرى لا تعد ولا تحصى. وكان غالبا ما معنى ضمني من إعادة قواتنا إلى الوطن ودرع الصحراء وعاصفة نشر القوات الصحراء. ظهرت مرة أخرى خلال غزو العراق عام 2003 لها نفس المعنى، وأبرزها في شكل الشريط الأصفر المطبوعة على المواد الممغنطة وعرضها على السطح الخارجي للسيارات.

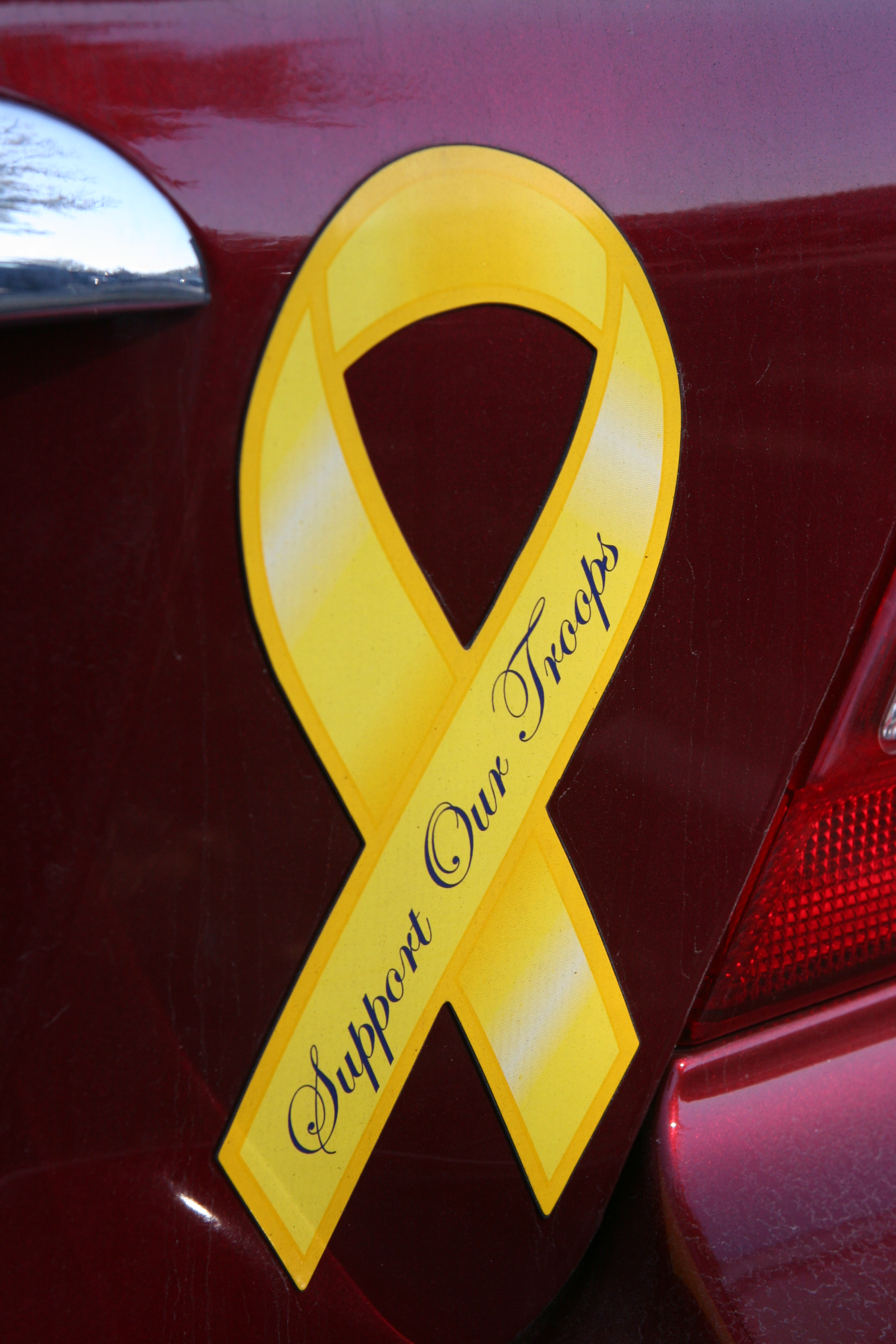

الشريط الأصفر هو أيضا شعار للتوعية الانتحار. "وصفراء منع الانتحار الشريط برنامج" هو برنامج المجتمعية وضعت أساسا لمعالجة الشباب / الانتحار في سن المراهقة الكبار / الشباب (الذين تتراوح أعمارهم 10-25) من خلال حملات التوعية العامة والتثقيف والتدريب، ومساعدة المجتمعات المحلية على بناء القدرات. "وبدأ البرنامج في سبتمبر 1994 بعد انتحار من 17 EMME العام مايك القديمة.
بالإضافة إلى ذلك، الشريط الأصفر هو لون شعار لبطانة الرحم. شرائط صفراء شائعة لمرضى التهاب بطانة الرحم / ومؤيدي هو اللون مشتركة للمنتجات لجمع التبرعات.

## معلومات عامة
الشريط الأصفر هو أيضا رمز للمستقبل الدراسي الجديد، وبالتالي يستخدم أيضا على درجة التخرج أو رداء التخرج.